# Spyro Gyra
Spyro Gyra (Спа́йро Джа́йра, [ˌspaɪroʊˈdʒaɪrə]) — американская музыкальная группа, работающая в стиле джаз-фьюжн.
Группа была основана в 1974 году саксофонистом Джеем Бекенстином. С тех пор вот уже более 30 лет является одной из наиболее успешных поп-джазовых групп в мире. Группа играет джаз с элементами поп-музыки и карибской музыки и, как отмечает музыкальный сайт AllMusic, критики и джазовые пуристы любят критиковать группу за акцент на танцевальных мелодиях и коммерческий инстинкт создавать композиции, подходящие для проигрывания на радио. При этом в отличие от многих, как сказано выше, «чересчур танцевальных и попсовых» (по мнению «джазовой полиции») записей, концерты группы более джазовы. Название группы происходит от наименования рода зеленых водорослей Spirogyra, которые основатель группы Джей Бекенстин изучал во время учёбы в колледже.
Международной известности группа добилась с альбомом 1979 года Morning Dance, который стал платиновым по продажам. В Америке он стал третьим по популярности джазовым альбомом за 1980 год (3 место в годовом чарте джазовых альбомов «Билборда»). В Британии добрался до 11 места альбомного чарта (недельного).  Титульная песня же с этого альбома («Morning Dance») попала на 1 место в adult contemporary-чарте «Билборда» (и 6 место в годовом чарте, за 1979 год), а также достигла 17 места в Великобритании.

## Дискография
- См. «Spyro Gyra § Discography» в английском разделе.

## Награды и номинации
- См. «Spyro Gyra § Awards and nominations» в английском разделе.